# Adansonia za
Adansonia za é uma espécie de angiospérmica da família Bombacaceae.
Apenas pode ser encontrada em Madagáscar.
Está ameaçada por perda de habitat.